# Poppenberg (Harz)
Der Poppenberg nahe Ilfeld im thüringischen Landkreis Nordhausen ist ein 600,6 m ü. NHN hoher Berg des Südharzes. Auf ihm steht der Aussichtsturm Poppenbergturm.

## Geographie

### Lage
Der Poppenberg erhebt sich im Naturpark Südharz ostnordöstlich von Ilfeld und nördlich von Neustadt. In Richtung Süden fällt seine Landschaft zur Rüdigsdorfer Schweiz ab, die zu den Südausläufern des Harzes gehört. Östlich des Bergs fließt der Kappelbach und nach Nordwesten leitet die Landschaft über den Rabenkopf (547,4 m) und Sandlünz (516,2 m) zum Tal der Bere über.
Auf dem Poppenberg befinden sich Teile des Landschaftsschutzgebiets Südharz (CDDA-Nr. 324908; 1960 ausgewiesen; 115,09 km² groß).

### Naturräumliche Zuordnung
Der Poppenberg gehört in der naturräumlichen Haupteinheitengruppe Harz (Nr. 38), in der Haupteinheit Unterharz (382) und in der Untereinheit Unterharz-Südrand (382.7) zum Naturraum Ilfelder Bergland (382.71).

## Poppenbergturm
Der bewaldete Poppenberg trägt seit 1894 einen vom Zweigverein Nordhausen des Harzklubs errichteten 33,5 m hohen Aussichtsturm in Stahlfachwerkbauweise, der nach Fürst Otto zu Stolberg-Wernigerode benannt wurde. Aus Anlass der Turmweihe am 12. Juli 1894 wurde der Berggipfel in Verehrung des Waldbesitzers Fürst-Otto-Höhe getauft. Der Turm wurde 1994 saniert. Von ihm bietet sich bei guten Sichtbedingungen eine umfassende Aussicht auf den Südharz, über den Unterharz mit dem Josephskreuz auf dem Großen Auerberg, in die Goldene Aue und zum Kyffhäuser. Auch Brocken und Wurmberg sind zu sehen.

## Sonstiges
Während der Poppenberg bis 1932 zur preußischen Provinz Hannover gehörte, wechselte er damals zur Provinz Sachsen. Er ist als Nr. 92 in das System der Stempelstellen der Harzer Wandernadel einbezogen.
Der Poppenbergturm ist die Landmarke 6 des UNESCO Global Geopark Harz – Braunschweiger Land – Ostfalen.